# 空に太陽がある限りっ。
『空に太陽がある限りっ。』（そらにたいようがあるかぎりっ）は、相原実貴による日本の漫画作品。単行本全3巻（絶版）、文庫版全2巻。『デラックス別冊少女コミック』（小学館）に連載されていた。

## あらすじ
威勢が良く気風も良い高校生の江戸川りえこ。町でも学校でも知らぬ者はいない有名人で、その上、美人。幼なじみの鉄平に片思い中。
そんなりえこが通う私立東江戸川学園が潰れるかもしれない!? 学校の危機にりえこさんが立ち向かう!!

## 登場人物
江戸川 りえこ（えどがわ りえこ）
高校2年生。美人で皆の人気者。生粋の江戸っ子体質。
坂宮 鉄平（さかみや てっぺい）
高校2年生。りえことは幼なじみ。りえこはいい女友達。
阿久津 直人（あくつ なおと）
高校1年生。学園の理事長の孫。眉目秀麗。生徒会長に立候補。